# ألياجويلا
بلدية ألياجويلا (بالإسبانية: Aliaguilla)، هي إحدى بلديات مقاطعة قونكة إحدى مقاطعات إسبانيا، والتي تقع في منطقة قشتالة لا منتشا وسط البلاد، والمائلة لجهة الشرق من إسبانيا.
يبلغ عدد سكانها 800 نسمة وفقاً لإحصائية سنة (2007).